# Distretto di Arnavutköy
Il distretto di Arnavutköy è un distretto soggetto al comune metropolitano di Istanbul. È situato sulla parte europea della città. Dal 2012 l'intero distretto è compreso nel comune metropolitano e la sua popolazione è considerata interamente urbana. Precedentemente circa il 5% degli abitanti viveva in centri considerati rurali.

## Storia
Fondato il 1º gennaio 2009, il distretto della provincia di Istanbul con il nome Arnavutköy si trova a nord-ovest, sulla costa del Mar Nero. I villaggi di questo nuovo e lontano distretto erano precedentemente parte dei distretti di Gaziosmanpaşa e Çatalca.
La toponomastica Arnavutköy, letteralmente "Baia degli Albanesi", deriva dalla storica presenza di albanesi (chiamati "arnavut" in lingua turca) nel periodo dell'Impero Ottomano.

## Suddivisioni
Il distretto comprende i seguenti quartieri (mahalleri):
| - Adnan Menderes - Anadolu - Arnavutköy - Atatürk - Baklalı - Balaban - Boğazköy İstiklal - Bolluca - Boyalık - Çilingir - Deliklikaya - Dursunköy - Durusu | - Fatih - Hacımaşlı - Hadımköy - Haraççı - Hastane - Hicret - İmrahor - İslambey - Karaburun - Karlıbayır - Mavigöl - Mehmet Akif Ersoy - M. Fevzi Çakmak | - Mustafa Kemal Paşa - Nenehatun - Ömerli - Sazlıbosna - Taşoluk - Tayakadın - Terkos - Yassıören - Yavuz Selim - Yeniköy - Yeşilbayır - Yunus Emre |